# Ptychomya koeneni
Ptychomya koeneni es una especie de molusco bivalvo marino extinto del género Ptychomya. Sus restos son muy abundantes en asociaciones de fósiles de invertebrados de la Formación Agrio, una formación geológica incluida en la Cuenca Neuquina.

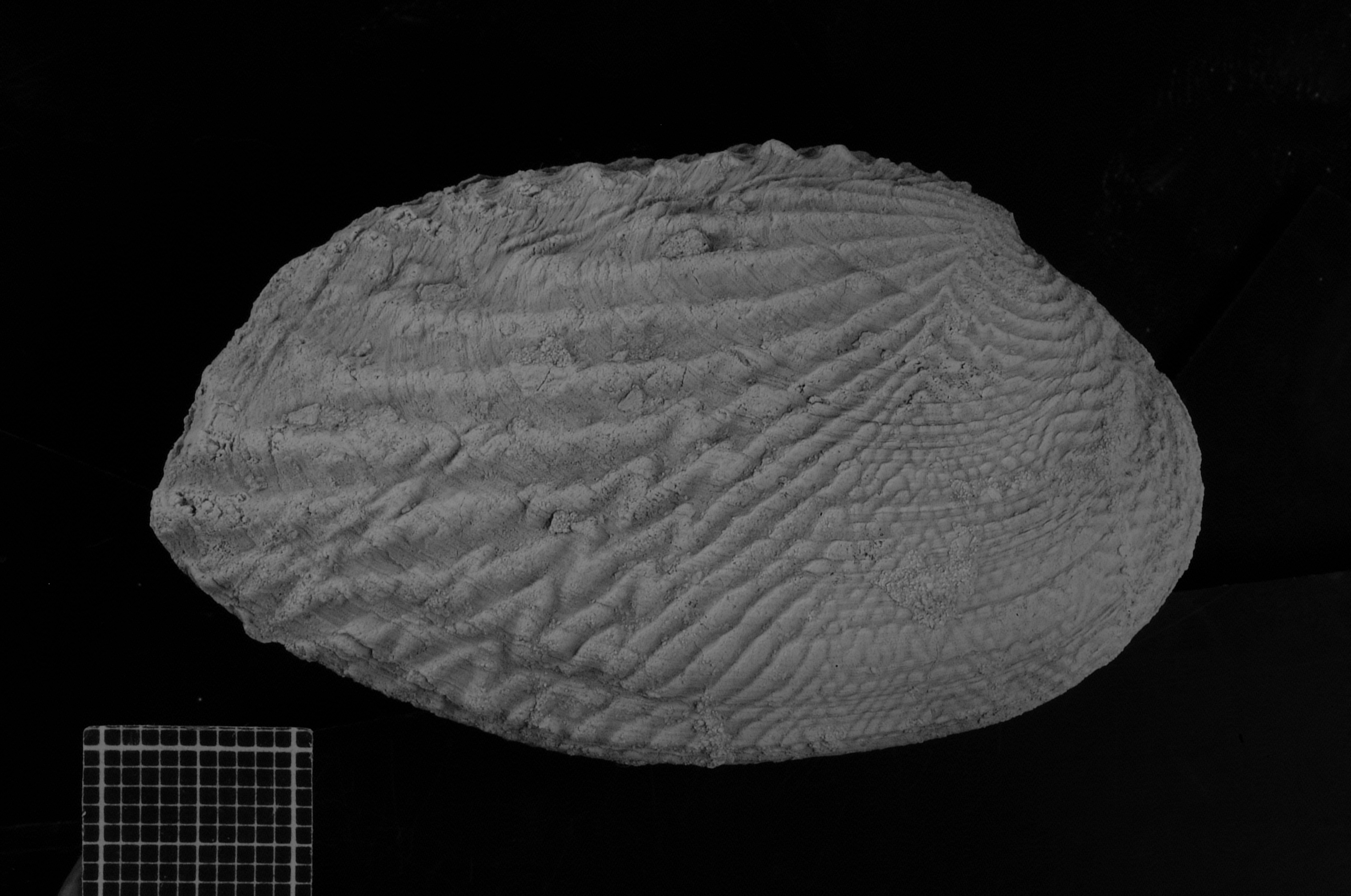
Ptychomya koeneni vista derecha

## Descripción
La conchilla es alargada de forma subrectangular y presenta un patrón de ornamentación muy peculiar, compuesto por costillas semi rectas. Esta especie posee un biocron muy largo en comparación con otras especies de Ptychomya, que abarca desde el Valanginiense inferior o superior, hasta el Hauteriviense superior. Se pueden encontrar fósiles de esta especie en la Formación Agrio, en el Miembro Pilmatué y Miembro Agua de la Mula.

## Hábitat
El hábito de vida de esta especie se considera infaunal somero o semi-infraunal.